# Stîrtî, Cerneahiv
Stîrtî (în ucraineană Стирти) este localitatea de reședință a comunei Stîrtî din raionul Cerneahiv, regiunea Jîtomîr, Ucraina.
Localitatea face parte din regiunea istorică Volânia, iar după tratatul de pace de la Riga din 1921 a devenit parte a Uniunii Sovietice.

## Demografie
Componența lingvistică a localității Stîrtî
     Ucraineană (99,49%)
     Alte limbi (0,26%)
Conform recensământului din 2001, majoritatea populației localității Stîrtî era vorbitoare de ucraineană (99,49%), existând în minoritate și vorbitori de alte limbi.